# Fatema Mernissi
Fatema Mernissi ou Fátima Mernissi (Fez, 27 de setembro de 1940 – Rabat, 30 de novembro de 2015) foi uma socióloga e feminista marroquina.

## Biografia
Fatema Mernissi nasceu em Fez, Marrocos. Ela cresceu no harém de sua avó paterna, juntamente com várias mulheres.  Ela recebeu sua educação primária em uma escola estabelecida pelo movimento nacionalista e educação de nível secundário em uma escola de mulheres financiada pelo protetorado francês. Em 1957, estudou Ciência Política em Sorbonne e na Universidade Brandeis (EUA), obtendo o título de doutorado. Regressou para trabalhar na Universidade Mohammed V, em Rabat, e ensinou na Faculdade das Letras entre 1974 e 1981 sobre temas como metodologia, sociologia familiar e psicossocial. Tornou-se conhecida internacionalmente principalmente como feminista islâmica.
Como feminista islâmica, Mernissi estava em grande parte preocupada com o Islã e os papéis das mulheres nela, analisando o desenvolvimento histórico do pensamento islâmico e as suas tendências atuais. Através de uma investigação detalhada sobre a natureza da sucessão de Maomé, ela lançou dúvidas sobre a validade de alguns hadices e, portanto, a subordinação das mulheres que ela vê no Islã, mas não no Corão. Na sua opinião, o ideal muçulmano da "mulher silenciosa, passiva e obediente" não tem nada a ver com a autêntica mensagem do Islã. Pelo contrário, é uma construção dos ulemás, os juristas-teólogos masculinos que manipularam e distorceram os textos religiosos para preservar o sistema patriarcal.

Conforme Isabelle Christine Somma de Castro, Fatema Mernissi desenvolveu, principalmente, duas dimensões:
Na primeira delas, questionou o discurso dominante, na medida em que se insurgiu contra a diferenciação entre os sexos proposta na legislação islâmica, subvertendo a interpretação tradicional dada a ela. Ainda que a religião conceda privilégios aos homens, argumentou, não há indicações inquestionáveis nos textos religiosos que justifiquem uma posição de subordinação às mulheres. A segunda dimensão empregada pela socióloga foi dar voz a quem ela se propôs a estudar. Por meio do trabalho de campo e de sua própria experiência como mulher muçulmana, esmiuçou costumes e atitudes de suas conterrâneas, sempre questionando premissas tradicionais com o objetivo de demonstrar que a igualdade não é apenas uma necessidade social, mas uma demanda da religião que se instalou na região há cerca de 14 séculos.

## Carreira e legado
Ela escreveu extensivamente sobre a vida dentro dos haréns, sobre as relações de gênero e das esferas pública e privada no Islã. Como socióloga, Mernissi realizou principalmente trabalhos de campo em Marrocos. Em várias ocasiões no final da década de 1970 e no início dos anos 80, ela realizou entrevistas para mapear as atitudes predominantes para as mulheres e o trabalho. Ela fez pesquisas sociológicas para a UNESCO e a OIT, bem como para as autoridades marroquinas. No mesmo período, Mernissi contribuiu com artigos para periódicos e outras publicações sobre mulheres em Marrocos e as mulheres e o islamismo de uma perspectiva contemporânea e histórica. Seu trabalho foi citado como uma inspiração por outras feministas muçulmanas, como aqueles que fundaram Musawah.

## Prêmios e distinções selecionados
Em 2003, Mernissi recebeu o Prêmio Príncipe das Astúrias juntamente com Susan Sontag.  Elas competiram entre 42 candidaturas apresentadas, entre elas as do escritor peruano Alfredo Bryce Echenique e do egípcio Nagib Mahfuz.
Em 2004, recebeu o Prêmio Erasmus, ao lado de Sadik Al-Asm e Abdolkarim Soroush.
Em 2017, Asma Lamrabet, médica e feminista marroquina, fundou a cadeira Fatéma Mernissi na Universidade Mohammed V em Rabat.

## Falecimento
Em 2015, veio a falecer em Rabat, Marrocos.

## Obras
- 1975: Beyond the Veil: Male-Female Dynamics in Modern Muslim Society (reeditado em 1987)
- 1983: Le Maroc raconté par ses femmes
- 1984: L'amour dans les pays musulmans
- 1985: Femmes du Gharb
- 1985ː Sexe, Idéologie, Islam, Éditions Maghrébines
- 1987: Le harem politique  : le Prophète et les femmes, Albin Michel, 1987
- 1988: Shahrazad n'est pas marocaine (reeditado em 1992)
- 1990: Sultanes oubliées : femmes chefs d'État en Islam, Albin Michel / Éditions Le Fennec
- 1991ː Le monde n'est pas un harem, Albin Michel, 1991
- 1992:  La Peur-Modernité: conflit islam démocratie, Albin Michel / Éditions Le Fennec
- 1993: Women's Rebellion and Islamic Memory
- 1994: Dreams of Trespass. Tales of a Harem Girlhood
- 1997: Les Aït-Débrouille
- 1998: Etes-vous vacciné contre le Harem?, Éditions Le Fennec, Casablanca, 1998
- 2001: Scheherazade Goes West
- 2004ː Les Sindbads marocains, Voyage dans le Maroc civique, Éditions Marsam, Rabat, 2004

### Obras publicadas em Portugal
- O Harém e o Ocidente
- Sonhos Proibidos - Memórias de um Harém em Fez
- Nasci num Harém

### Obras publicadas no Brasil
- 1996: Sonhos de transgressão